# A Division 1964-1965 (Irlanda)
La stagione 1964-1965 è stata la quarantaquattresima edizione della League of Ireland, massimo livello del calcio irlandese.

## Classifica finale
|  | Pos. | Squadra         | Pt | G  | V  | N | P  | GF | GS | DR  |
|  | ---- | --------------- | -- | -- | -- | - | -- | -- | -- | --- |
|  | 1.   | Drumcondra      | 32 | 22 | 14 | 4 | 4  | 35 | 22 | +13 |
|  | 2.   | Shamrock Rovers | 31 | 22 | 14 | 3 | 5  | 40 | 22 | +18 |
|  | 3.   | Bohemians       | 27 | 22 | 10 | 7 | 5  | 38 | 24 | +14 |
|  | 4.   | Cork Hibernians | 27 | 22 | 11 | 5 | 6  | 41 | 29 | +12 |
|  | 5.   | Sligo Rovers    | 25 | 22 | 10 | 5 | 7  | 41 | 29 | +12 |
|  | 6.   | Shelbourne      | 24 | 22 | 11 | 2 | 9  | 38 | 37 | +1  |
|  | 7.   | St Patrick's    | 21 | 22 | 9  | 3 | 10 | 36 | 37 | -1  |
|  | 8.   | Cork Celtic     | 19 | 22 | 8  | 3 | 11 | 33 | 34 | -1  |
|  | 9.   | Dundalk         | 19 | 22 | 7  | 5 | 10 | 31 | 37 | -6  |
|  | 10.  | Drogheda        | 15 | 22 | 5  | 5 | 12 | 19 | 34 | -15 |
|  | 11.  | Limerick        | 12 | 22 | 4  | 4 | 14 | 29 | 48 | -19 |
|  | 12.  | Waterford       | 12 | 22 | 4  | 4 | 14 | 25 | 42 | -17 |

Legenda:

         Campione d'Irlanda e qualificata in Coppa dei Campioni 1965-1966
         Finalista della FAI Cup e qualificata in Coppa delle Coppe 1965-1966
         Qualificate in Coppa delle Fiere 1965-1966
Note:
Due punti a vittoria, uno a pareggio, zero a sconfitta.

## Statistiche

### Squadre
| Record - Maggior numero di vittorie: Drumcondra e Shamrock Rovers (14) - Minor numero di sconfitte: Drumcondra (4) - Miglior attacco: Shamrock Rovers (40) - Miglior difesa: Drumcondra e Shamrock Rovers (22) - Miglior differenza reti: Shamrock Rovers (+18) - Maggior numero di pareggi: Bohemians (7) - Minor numero di vittorie: Limerick e Wateford (4) - Maggior numero di sconfitte: Limerick e Wateford (14) - Peggiore attacco: Drogheda (19) - Peggior difesa: Limerick (48) - Peggior differenza reti: Limerick (-19) |